# Lithacodia polita
Lithacodia polita är en fjärilsart som beskrevs av Emilio Berio 1973. Lithacodia polita ingår i släktet Lithacodia och familjen nattflyn. Inga underarter finns listade i Catalogue of Life.